# Штейнер, Фридрих
Фридрих Штейнер (нем. Friedrich Steiner, иногда Штейнер-старший, нем. Steiner d. Ä.; 3 сентября 1849, Линц — 9 августа 1901, Прага) — австрийский инженер.
В 1867—1871 гг. учился в Венском политехническом институте, затем на протяжении года проходил армейскую службу в звании лейтенанта. Затем вернулся в институт, работал ассистентом и конструктором в области проектирования мостов и железных дорог, в 1875 г. получил диплом инженера и начал преподавать графическую статику, в 1876 г. опубликовал важную работу по этой дисциплине «Графическое сложение сил» (нем. Die graphische Zusammensetzung der Kräfte). В 1878 г. получил серебряную медаль Всемирной выставки в Париже за сконструированный им тазеометр. В том же году занял должность экстраординарного профессора инженерных наук в немецком политехническом институте в Праге. С 1881 г. ординарный профессор дорожного, железнодорожного и мостового строительства, в 1886—1887 гг. ректор.
Сын, Фридрих Штейнер-младший (нем. Friedrich Steiner d. J.; 1880—1959), — также дорожный инженер.